# مايا يزبك
مايا يزبك ، (1967-) هي مغنية لبنانية اشتهرت باغنيتيها «بكرا رح بتسافر» و«حبيبي يا عيني».

## النشأة والمسيرة
الفنانة مايا يزبك مواليد لبنان عام 1967 وهي من عائلة فنية، حيث والدها الملحن الراحل جورج يزبك، وشقيقها باسم يزبك ضابط الإيقاع اللذين شكلت معهما ثلاثياً ناجحاً، وفي عمر العشرين تزوجت من عازف الكمان مازن زوائدي ولها منه ولدان باسم ولارا، وفي عام 1983 أطلقت ألبوم «أنا والعصفور» من إنتاج شركة «صوت بيروت» وتوزيع إي أم آي. اشنهرت مايا يزبك باغنيتها «بكرا رح بتسافر» وباغنيتها الإيقاعية «حبيبي يا عيني». حاولت في 2011 صحبة أمير يزبك تقديم إنتاجاتها القديمة في قالب جديد لكنها فشلت

## أعمالها
| الألبوم      | الأغنية            | الملحن    | مؤلف الكلمات    | السنة |
| ------------ | ------------------ | --------- | --------------- | ----- |
| أنا والعصفور | يا حبيبي يا عيني   | جورج يزبك | جورج يزبك       | 1983  |
| أنا والعصفور | بساحة المطار       | جورج يزبك | جورج يزبك       | 1983  |
| أنا والعصفور | سمعوا خطوة حبيبي   | عصام رجي  | شفيق المغربي    | 1983  |
| أنا والعصفور | ساعة ما شفتك حبيتك | جورج يزبك | جورج يزبك       | 1983  |
| أنا والعصفور | أنا والعصفور       | جورج يزبك | إبراهيم القهوجي | 1983  |
| أنا والعصفور | يا سابقنا عالمينا  | جورج يزبك | جورج يزبك       | 1983  |
| أنا والعصفور | خبّرني يا بو فايز   | جورج يزبك | إبراهيم القهوجي | 1983  |
| أنا والعصفور | جابولي الصورة      | جورج يزبك | شفيق المغربي    | 1983  |
|              | بكرا رح بتسافر     |           |                 |       |